# Catherine Kellner
Catherine Kellner (* 2. Oktober 1970 in New York City, New York) ist eine US-amerikanische Schauspielerin und Filmproduzentin.

## Leben und Karriere
Catherine Kellner wurde als Tochter einer Fotografin und eines Altgriechischlehrers in New York City geboren. Ihr jüdischer Vater stammte ursprünglich aus Ungarn und emigrierte in die USA, wo er sich in ihrer Geburtsstadt niederließ. Catherine Kellner besuchte das Vassar College und die New York University. 1987 gab sie ihr Debüt vor der Kamera in dem Film There's a Nightmare in My Closet. Im deutschsprachigen Raum wurde sie bekannt durch das 1996 von Regisseur Buddy Giovinazzo gedrehte Filmdrama Unter Brüdern (No Way Home), in dem sie die Ex-Freundin Denise der von Tim Roth dargestellten Hauptfigur Joey spielte. Die deutsche Stimme von Catherine Kellner stammt von Synchronsprecherin Natascha Rybakowski.
Catherine Kellner ist mit dem Fotografen und Computerprogrammierer Reuben Avery verheiratet und hat einen Sohn. Sie lebt gegenwärtig in New York City.

## Filmografie (Auswahl)

### Filme
- 1987: There’s a Nightmare in My Closet
- 1989: Die Blinde und der Killer (Eyewitness to Murder)
- 1993: Das Leben – Ein Sechserpack (Six Degrees of Separation)
- 1995: Open Season
- 1996: Die Glut der Gewalt (Harvest of Fire)
- 1996: Unter Brüdern (No Way Home)
- 1997: Rosewood Burning (Rosewood)
- 1998: Day at a Beach
- 1999: Eine Nacht in New York (200 Cigarettes)
- 2000: Das Gewicht des Wassers (The Weight of Water)
- 2001: Pearl Harbor
- 2003: Justice
- 2004: The Grey
- 2007: Dedication
- 2008: Woman in Burka

### Fernsehserien
- 1996: High Incident – Die Cops von El Camino (High Incident)
- 2001: Law & Order
- 2004: Hack
- 2006: Criminal Intent – Verbrechen im Visier (Law & Order: Criminal Intent)

## Produzentin
- 2007: Turn in the River
- 2010: Golf in the Kingdom